# Förvaltning
Förvaltning är administration av tillgångar för en huvudmans räkning. Det kan också definieras som en process med vissa sociala element för att uppnå specifika organisationsmål. Förvaltning kan bland annat syfta till att ge ekonomisk avkastning till huvudmannen.

## Kommuner och regioner i Sverige
Kommunerna och regionerna har förvaltningar som sköter ett område, som kommunen eller regionen är ansvarig för. Förvaltningen leds av en förvaltningschef, som i sin tur är styrd av en nämnd utsett av fullmäktige.[källa behövs]

## Historia
Förvaltningens syfte har ofta varit att möjliggöra beskattning av ett territoriums invånare. I bibelns nya testamente reser Josef och Maria för att skattskriva sig hos kejsar Augustus. Ett annat vanligt syfte har varit att bedöma tillgången till soldater och att planera för krig.
Förvaltningen har oftast utförts av tjänstemän anställda av en stat, ett hov eller annan form av centralmakt. I Sverige använde sig exempelvis Gustav Vasa av landshövdingar för att utföra olika sysslor. Spaniens kung Filip II kallades "el rey papelero" – papperskungen – på grund av de formulär han fick sina ämbetsmän att fylla i för att skapa kunskap om kolonierna och möjliggöra styret över dem. Även om insamling av information är en återkommande del av många ämbeten har stater ofta inrättat separata myndigheter för att samla in information. I Sverige inrättades Tabellverket 1749 för att sedermera ersattes av Statistiska centralbyrån 1858. Förutom centralt inrättade myndigheter finns förvaltningen ofta representerade på alla administrativa nivåer i landet. Landshövdingen har exempelvis varit
Om förvaltningens syfte i äldre statsbildningar har varit möjliggöra beskattning och krigföring så har syftet breddats från och med 1700-talet. Dels har den efterfrågade informationen blivit mer finmaskig. Dels har stater använt förvaltningen för att samla in information om andra saker, t.ex. kriminalitet. En bakomliggande tanke har varit att det med hjälp av informationen, ofta som statistik, går att göra förutsägelser om framtiden eller upptäcka samband som möjliggör att problem hanteras.
En central uppgift för förvaltningar är insamlandet av information för att uppnå olika syften. Det har varit ett sätt att styra befolkningen genom de uppgifter som samlas in om den men också de anställda i förvaltningen eller i ett företag som ständigt måste rapportera in till centralmakten.
Förvaltningen har starka likheter med övervakning. Precis som med övervakning har förvaltningars insamlande information lett till diskussioner om privat och offentligt. I 1750-talets England fick planer på att samla in uppgifter om ägande massiv kritik. Det ansågs inte vara en statlig angelägenhet. På 1970-talet väcktes stark kritik mot Sandvikens kommunen som hade lyckats framställa en karta med alla som var boende på landsbygden och var över 70 år. Den fick namnet ”rånarkartan”.

## Olika ord
Förvaltning används ofta i sammansatt form, med en mer specifik betydelse. Det kan gälla förvaltning av fastigheter (fastighetsförvaltning), den organisation som bereder och verkställer statsmakternas beslut (offentlig förvaltning), förvaltning av fonder (fondförvaltning) och då en myndighet tar över förvaltning av misskött egendom (tvångsförvaltning).
Den centrala delen av en offentlig förvaltningsenhet kan benämnas centralförvaltning.
Högsta förvaltningsdomstolen (tidigare Regeringsrätten) är en svensk överdomstol för ärenden som rör offentlig förvaltning. En lägre instans är förvaltningsrätten.
Förvaltarskap för vuxna görs för personer i behov av särskilt stöd.